# Dig Me Out
Albums de Sleater-Kinney
Call the Doctor
(1996) The Hot Rock
(1999)
Dig Me Out est un album de Sleater-Kinney, sorti en 1997.

## L'album
Rolling Stones le classe à la 272e place de son classement des 500 meilleurs albums de tous les temps et Slant Magazine à la 71e des 100 meilleurs albums des années 1990. Il fait partie des 1001 albums qu'il faut avoir écoutés dans sa vie. 

### Titres
Tous les titres sont crédités au nom du groupe. 
1. Dig Me Out (2:40)
2. One More Hour (3:19)
3. Turn It On (2:47)
4. The Drama You've Been Craving (2:08)
5. Heart Factory (3:54)
6. Words and Guitar (2:21)
7. It's Enough (1:46)
8. Little Babies (2:22)
9. Not What You Want (3:17)
10. Buy Her Candy (2:02)
11. Things You Say (2:56)
12. Dance Song '97 (2:49)
13. Jenny (4:03)

### Musiciens
- Carrie Brownstein : guitare, voix
- Corin Tucker : voix, guitare
- Janet Weiss : batterie, percussions
- Jessica Lurie : saxophone sur It's Enough